# Frances Goodrich
Frances Goodrich (født 21. december 1890, død 29. januar 1984) var en amerikansk dramatiker og manuskriptforfatter, mest kendt for sit samarbejde med hendes ægtemand Albert Hackett.
Hun modtog Pulitzerprisen for Drama i 1956 for The Diary of Anne Frank, som havde premiere året før.
Hun vandt i øvrigt 5 WGA Awards og var nomineret til en Oscar 4 gange.